# 샤티용쉬르샬라론
샤티용쉬르샬라론 (Châtillon-sur-Chalaronne)는 프랑스 오베르뉴론알프 앵주의 코뮌이다. 부르캉브레스 아롱디스망에 속해 있으며 샤티용쉬르샬라론 캉통의 행정청이 위치한 곳이기도 하다. 샤티용라팔뤼에 사는 사람은 '샤티요네 / 샤티요네즈' (Châtillonnais / Châtillonnaises)라 부른다.

## 지리
샤티용쉬르샬라론은 앵 주 서쪽의 동브 지역을 이루는 마을 중 하나이다. 이곳을 흐르는 가장 큰 강으로는 샬라론 강이 있다. 마을 읍내의 피에르젬 거리 근처에는 렐르방 강이 흐르며 샬라론 강으로 합류한다. 그밖에도 페용 하천과 베르니송 하천 등이 있다. 코뮌 주변으로는 라베르즈망클레망시아, 쉴리냐, 뇌빌레담, 로망, 상드랑, 렐르방, 바넹 등의 코뮌과 경계를 이룬다.
샤티용쉬르샬라론으로는 D7, D2, D40 도로가 지나가며 D936 도로도 통과한다. 샤티용쉬르샬라론 읍내에는 기차역이 없고 다른 동네로 넘어가야 하는데 가장 가까운 마을로 마를리외와 빌라르레동브가 있으며, 각각 마를리외-샤티용 역과 빌라르레동브 역이 자리해 있다. 샤티용쉬르샬라론 읍내를 지나는 도립버스 노선으로는 119번과 102번이 있으며 무료 셔틀버스 노선과 비야르레동브 철도역행 노선도 있다. 가장 가까운 공항은 리옹 생텍쥐페리 공항이다.

## 역사

### 지명
동브 지역의 심장부이자 두 강이 흐르는 지역으로서 옛날에는 다양한 이름으로 불리었다. 17세기까지만 해도 '샤티용앙동브' (Chatillon en Dombes), '샤티용레동브' (Châtillon-lès-Dombes) 등으로 칭했으며 20세기에 들어서야 지금의 샤티용쉬르샬라론이라는 이름을 얻게 되었다.
샤티용쉬르샬라론에서 '샤티용' (Chatillon)은 메로빙거 왕조 시대에 후기 라틴어 'castrum'에 접미사 '-ionem'을 붙인 지소접미사 'castellum'에서 파생된 것으로 보인다. castrum이라는 단어는 조그만 소탑에서 요새 도시에 이르기까지 모든 종류의 요새를 가리키는 말이었으나 이후로는 '성'이란 의미로, 마지막에는 '큰 별장'이라는 의미로 축소되었다.

## 인구
| 연도 | 인구  | ±%    |
| ---- | ----- | ----- |
| 2006 | 4,813 | —     |
| 2007 | 4,904 | +1.9% |
| 2008 | 4,924 | +0.4% |
| 2009 | 4,899 | −0.5% |
| 2010 | 4,922 | +0.5% |
| 2011 | 4,940 | +0.4% |
| 2012 | 4,957 | +0.3% |
| 2013 | 4,957 | +0.0% |
| 2014 | 4,956 | −0.0% |
| 2015 | 4,914 | −0.8% |
| 2016 | 4,886 | −0.6% |

## 명소

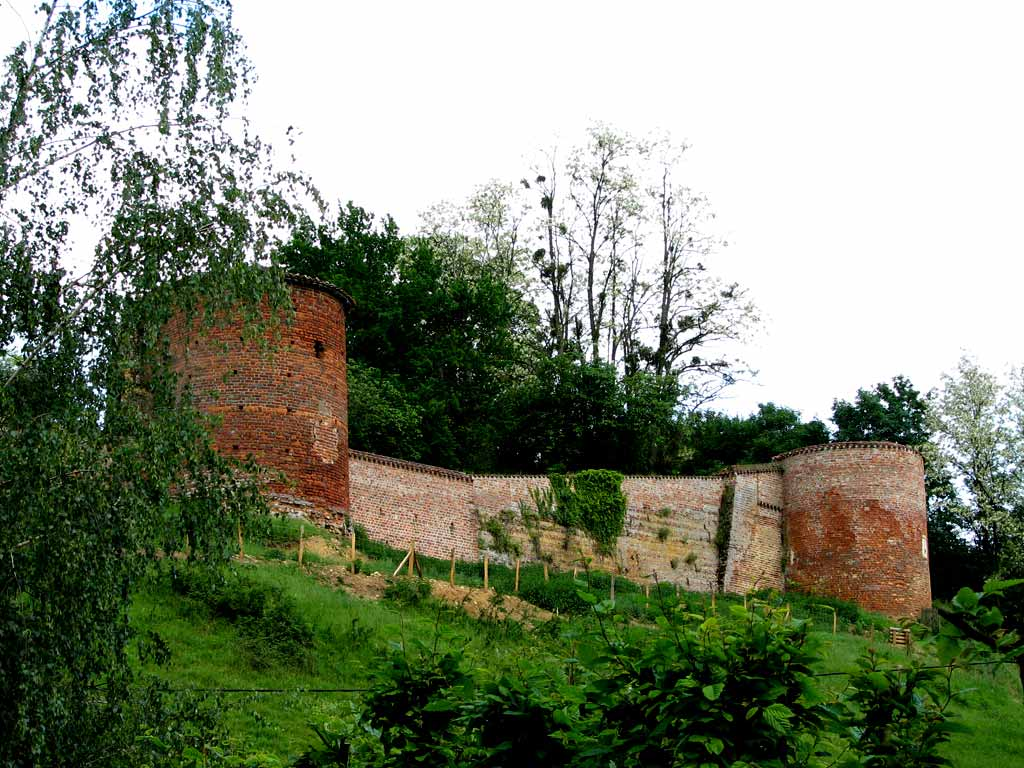
샤티용의 옛 성

### 옛 성
샤티용쉬르샬라론에는 샤티용의 영주가 1000년경에 지은 오래된 성이 있다. 이곳에서 샤티용의 생테티엔이 태어나기도 하였다. 1272년에는 사보이아 백작 소유로 넘어갔는데 그 전략적 중요성이 무시 못할 정도임을 알아보고는 그대로 두었고, 건물의 큰 규모 덕에 연회장으로 사용하기도 하였다. 1568년 앙리 4세가 사보이아 공국과 전쟁을 치르면서 라브라스 역시 침공을 받았고, 이때 이 성도 쓸려나갔다. 이때 이후로 성은 성벽과 입구만 남아 있으며 원래는 일곱 탑이던 것이 네 탑만, 그것도 터로만 남아있게 되었다.
샤티용쉬르샬라론 성은 1927년 2월 22일 프랑스 사적지로 등재되기도 하였다.

## 자매 도시
- 독일 베히테르스바흐 (1963년)
- 루마니아 콜차그 (2002년)
- 말리 궁당 (2003년)

## 같이 보기
- 앵 주의 코뮌 목록